# Frank Macfarlane Burnet
Sir Frank Macfarlane Burnet (Traralgon, 3 settembre 1899 – Melbourne, 31 agosto 1985) è stato un immunologo australiano.

## Biografia
Frank MacFarlane Burnet si laureò in medicina alla Melbourne University nel 1923. Dopo la specializzazione in batteriologia conseguita a Londra, fu per molti anni direttore del Walter and Eliza Hall Institute e professore incaricato di patologia sperimentale all'Università di Melbourne. Autore di numerose pubblicazioni scientifiche e membro di varie accademie, tra cui la Royal Society di Londra e la US National Academy of Sciences, ha ricevuto durante la sua carriera molti riconoscimenti, culminati nel 1960 con l'assegnazione del premio Nobel per la medicina, condiviso con il brasiliano Peter Medawar.

## Studi
Immunologo al quale si deve l'intuizione dell'esistenza di una tolleranza immunitaria dell'organismo verso determinati antigeni, sviluppatasi durante la vita embrionale, e la formulazione della teoria della selezione clonale immunitaria, Burnet ha rivolto il suo interesse anche ai rapporti tra scienza e società e allo sviluppo dei contatti internazionali in campo scientifico.

## Pubblicazioni
- Aspetti biologici delle malattie infettive (1940)
- Formazione degli anticorpi (1949)
- I virus e l'uomo (1953)
- Enzimi e virus (1953)
- Genetica molecolare e medicina (1974)